# Eugène Lagier
Pour les articles homonymes, voir Lagier.
Eugène Laurent Jules Lagier, né à Marseille le 17 janvier 1817 et mort dans la même ville le 27 mai 1892, est un peintre français.

## Biographie
Élève d'Augustin Aubert à l'École des beaux-arts de Marseille, il termine ses études à Paris dans l'atelier de Paul Delaroche. Il expose au Salon de 1844 à 1888.
Son œuvre se compose surtout de portraits mais on y trouve aussi des tableaux d'histoire et des scènes de genre. Après son séjour à Paris, il retourne à Marseille en 1859. Il est élu membre de l'Académie de Marseille le 25 avril 1872. Sa mort survenue le 27 mai 1892 passe presque inaperçue et Charles Champoiseau, son successeur à l'Académie de Marseille, ne lui concerne que quelques lignes dans son discours de réception.

## Œuvres dans les collections publiques
- Avignon, musée Louis Vouland :
  - Portrait de Sophie Thomas, née Reynaud de Trets ;
  - Portrait de Charles Thomas ;
  - Portrait de Wulfran Canaple.
- Marseille :
  - musée des beaux-arts :
    - Portrait de Jean-Baptiste Albrand, adjoint au maire de Marseille en 1848 et de 1850 à 1852[2] ;
    - Portrait de Madame Estrangin Pastré[3] ;
    - Portrait de Monsieur Auguste Racine[4] ;
    - Orphelins[5] ;
    - Italienne[6].

  - musée Grobet-Labadié : Portrait d'homme[7].
- Morez, musée de la lunette : Garde champêtre et jeune fille[8].
- Toulon, musée d'art : M. Pons Peyruc, député de Toulon.